# Lanassa gracilis
Lanassa gracilis är en ringmaskart som först beskrevs av Moore 1923.  Lanassa gracilis ingår i släktet Lanassa och familjen Terebellidae. Inga underarter finns listade i Catalogue of Life.